# Грабіж

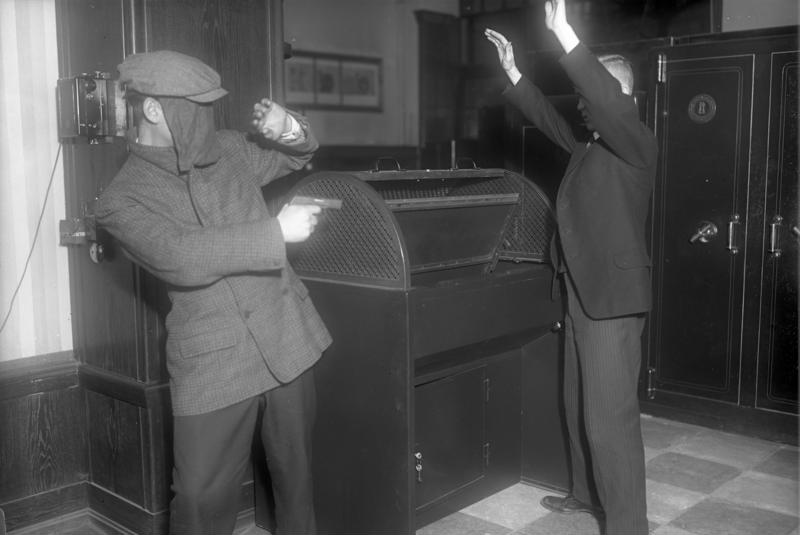
Замаскований грабіжник погрожує людині пістолетом, грудень 1931 року

Грабі́ж або грабу́нок — відкрите викрадення чужого майна.
Грабіж є різновидом викрадення, вирізняючись з-поміж інших видів викрадення тим, що грабіжник не приховує свого наміру протиправно вилучити майно в потерпілого, при цьому ігнорує волю потерпілого чи третіх осіб.
Завдяки характеру ставлення злочинця до своїх дій грабіж є злочином підвищеної суспільної небезпеки, у порівнянні з таким різновидом викрадення, як крадіжка.

## Історія
Найдавнішим правовим пам'ятником, що виділяють грабіж в особливий склад злочину, були Закони Хаммурапі (ст. 22, 23, 24). Також розрізняють грабіж і крадіжку давньоіндійські Закони Ману. Фома Аквінський визначає грабіж (rapina) як «застосування насильства і примусу при неправосудному відібрання у людини його власності».

## У світі

### Україна
Згідно статті 186 КК України:
1. Відкрите викрадення чужого майна (грабіж) -
карається штрафом від двох тисяч до чотирьох тисяч неоподатковуваних мінімумів доходів громадян або громадськими роботами на строк від ста двадцяти до двохсот сорока годин, або виправними роботами на строк до двох років, або пробаційним наглядом на строк до трьох років, або позбавленням волі на строк до чотирьох років.
2. Грабіж, поєднаний з насильством, яке не є небезпечним для життя чи здоров'я потерпілого, або з погрозою застосування такого насильства, або вчинений повторно, або за попередньою змовою групою осіб, -
карається позбавленням волі на строк від чотирьох до шести років.
3. Грабіж, поєднаний з проникненням у житло, інше приміщення чи сховище або що завдав значної шкоди потерпілому, -
карається позбавленням волі на строк від чотирьох до восьми років.
4. Грабіж, вчинений у великих розмірах чи в умовах воєнного або надзвичайного стану, -
карається позбавленням волі на строк від семи до десяти років.
5. Грабіж, вчинений в особливо великих розмірах або організованою групою, -
карається позбавленням волі на строк від восьми до тринадцяти років із конфіскацією майна.

### Білорусь
2010 року прокуратура Білорусі врахували 4.170 грабежів (понад 4 на 10 000 жителів).

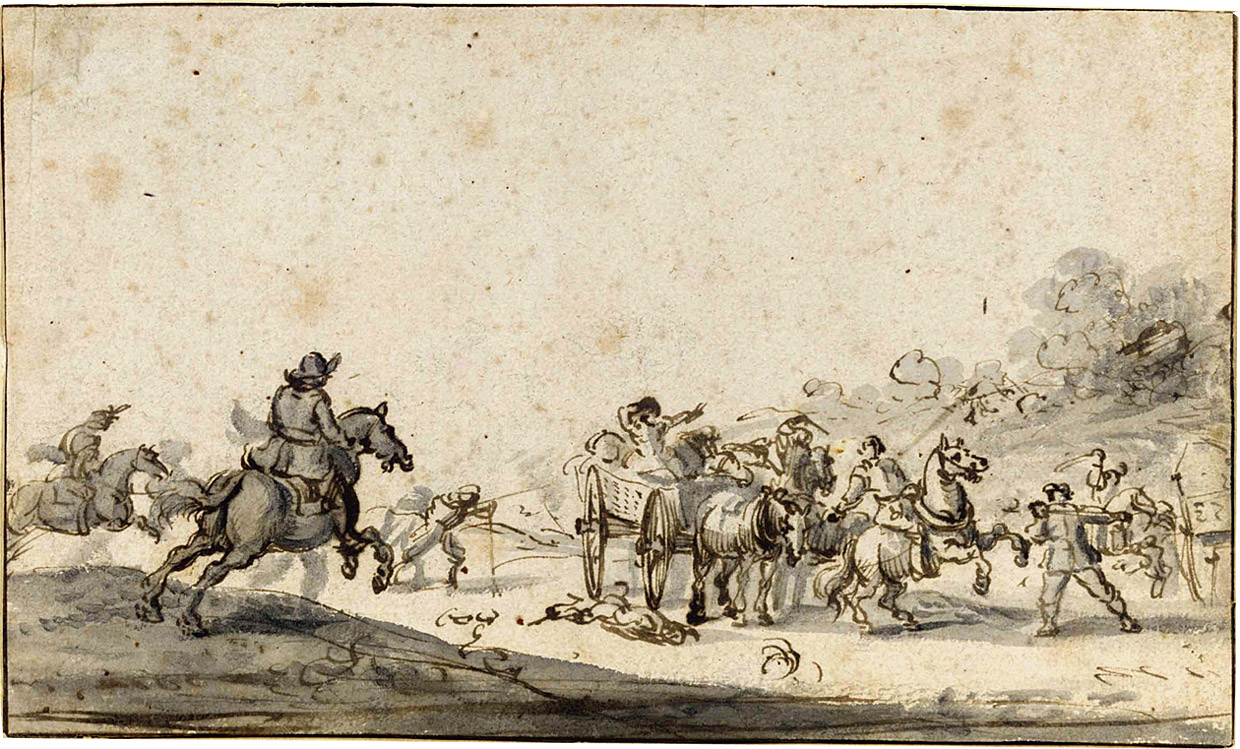
Мародери, що атакують групу мандрівників, Жак Куртуа

### Канада
Кримінальний кодекс Канади передбачає покарання за грабіж із максимальним терміном у вигляді довічного позбавлення волі. Якщо обвинувачений використовував для пограбування заборонену вогнепальну зброю, передбачено обов'язкове мінімальне покарання терміном п'ять років за перший злочин та сім років за наступні злочини.

### США
У США грабіж як правило трактується, як складніша форми крадіжки. Максимальний вирок за пограбування в Каліфорнії складає 9 років.
Сила, застосована під час крадіжки, перетворить її на розбій, якщо крадіжку не завершено. Крадіжка в США вважається завершеною, якщо злочинець дістається до місця тимчасової безпеки з майном.

### Іспанія
Статті 237 Кримінального кодексу Іспанії описує грабіжника як людину, хто з метою отримання прибутку, вилучає рухомі речі інших людей, застосовуючи силу, щоб отримати доступ до їхнього знаходження або насильства чи залякування. Незважаючи на поширені переконання, крадіжка, чи то з силою, чи з насильством або залякуванням, — це завжди злочин, незалежно від об'єму вкраденого.

### Польща
Газова зброя за кримінальним законодавством Польщі класифікується як вогнепальна. Застосуванням зброї, ножа чи іншого небезпечного предмета не обов'язково вважається його використання. Досить, щоб злочинець демонстрував жертві їхню наявність. Пограбування карається позбавленням волі від 3 місяців до 5 років позбавлення волі.

### Бразилія

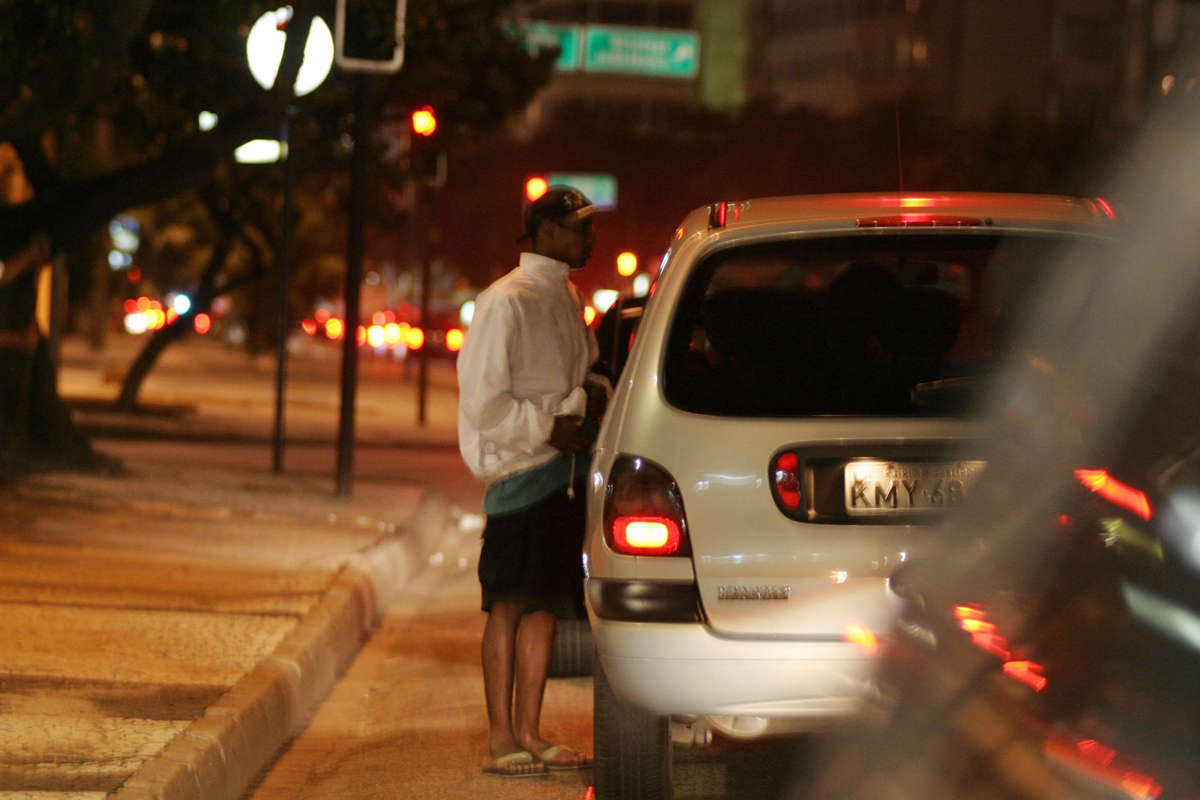
Напад грабіжника на дорозі (Ріо-де-Жанейро, Бразилія, 2003)

У Бразилії покарання, передбачене за такий злочин, складає позбавлення волі на 4-10 років та штраф (ст. 157 Кримінального кодексу).
Це ж покарання застосовується і до тих, хто після крадіжки застосовує насильство над людиною або погрожує їй, щоб забезпечити безкарність за вчинення злочину (ст. 157, § 1).
Штраф збільшується на 30-50 %, якщо насильство чи погроза здійснюються із застосуванням зброї. Якщо насильство призведе до тяжких тілесних ушкоджень, покарання — позбавлення волі 7-15 років та штраф. Якщо настає смерть, позбавлення волі становить 20-30 років. Це так званий пограбування, що вважається тяжким злочином.

### Росія
Відповідно до статті 161 КК РФ грабіж — це відкрите викрадення чужого майна. Грабіж не може кваліфікуватися як злочин, вчинений через необережність.
Відкритим викраденням чужого майна є таке, що відбувається у присутності власника майна або на очах у сторонніх, коли особа, яка вчиняє цей злочин, усвідомлює, що присутні при цьому особи розуміють протиправний характер його дій незалежно від того, чи вжили вони заходів до припинення цих дій чи ні.